# 국도 제57호선 (일본)
일본 57번 국도(国道57号→국도 57호)는 오이타현 오이타시에서 나가사키현 나가사키시까지 이어지는 일본의 일반 국도다.

## 역사
- 1963년 4월 1일: 2급국도 214호선, 215호선, 216호선을 일반국도 제57호선으로 통합